# 栃木県立大田原東高等学校
栃木県立大田原東高等学校（とちぎけんりつおおたわらひがしこうとうがっこう）は栃木県大田原市元町一丁目にある高等学校。

## 特色
同校の略称は「大東高（だいとうこう）」。栃木県立大田原女子高等学校と校地・校訓を共有する、栃木県で唯一の定時制単立の高等学校である。当初は「大田原女子高等学校定時制課程」として発足したが、「共学校にもかかわらず、男子生徒が『大田原女子高卒』となる」ことへの反発から、校名問題が起こった。この問題は、全日制課程やその同窓会、さらには地域を巻き込んだ大きな問題となり、マスコミにも報道がされた。最終的には大女高側（特に同窓会）が改名に強く反対したため、定時制課程を「大田原東高校」として独立させることで事態の収拾を図った。このような経緯から、校門には二校の名称が記され、学校長は二校を兼任する形となっている。また、高校コードも両校に別のものが当てられている。

### 教育目標
- 心身が健全にして知性が高く、しかも情操豊かで自主性のある人間を育成する。

### 所在地
- 栃木県大田原市元町1丁目5－43

## 沿革
- 1966年 - 栃木県立大田原女子高等学校定時制として発足
- 1967年 - 1月、校章制定、2月、校歌制定
- 1971年 - 栃木県立大田原東高等学校として独立
- 2016年 - 創立50周年記念式典挙行